# Schwarzach (Main)
Die Schwarzach ist ein etwa 21,4 km langer linker und östlicher Nebenfluss des Mains in den unterfränkischen Landkreisen Schweinfurt und Kitzingen.

## Name
Der Mainzufluss Schwarzach wurde bereits von den germanischen Stammesverbänden benannt. Die Endung -ach leitet sich vom althochdeutschen -aha ab, was so viel wie fließendes Wasser oder Fluss bedeutet. Im Kern ist diese Bezeichnung allerdings bereits dem Indogermanischen entlehnt und findet sich auch bei anderen Gewässern in der näheren Umgebung (Sommerach, Volkach). Das Präfix Schwarz- gibt dagegen Hinweise auf eine dunkle Einfärbung des Wassers. Diese Färbung resultiert aus den Bodenbeimischungen an den Ufern der Schwarzach.
Der Name ging auf mehrere Orte an den Ufern des Bachs über. So benannte man im 8. Jahrhundert das am Unterlauf entstehende „Monasterium Suuarzaha“ nach dem Gewässer, das später den Namen Münsterschwarzach erhielt. Auf der gegenüberliegenden Mainseite siedelten sich ebenfalls Menschen an, die ihren Wohnort nach der Schwarzach-Aue, Schwarzenau, nannten. Hinzu kam im Laufe des Mittelalters eine ebenfalls nach dem Bach bezeichnete Klostersiedlung südlich der Abtei, die in Unterscheidung zur geistlichen Institution Stadtschwarzach genannt wurde. Auch beim Quellort Oberschwarzach ging der Flussname auf den Dorfnamen über. Im Mittellauf existiert darüber hinaus das Dorf Stadelschwarzach mit historisch gewachsenen, engen Beziehungen zum Kloster.

## Geografie

### Schwarzachquelle

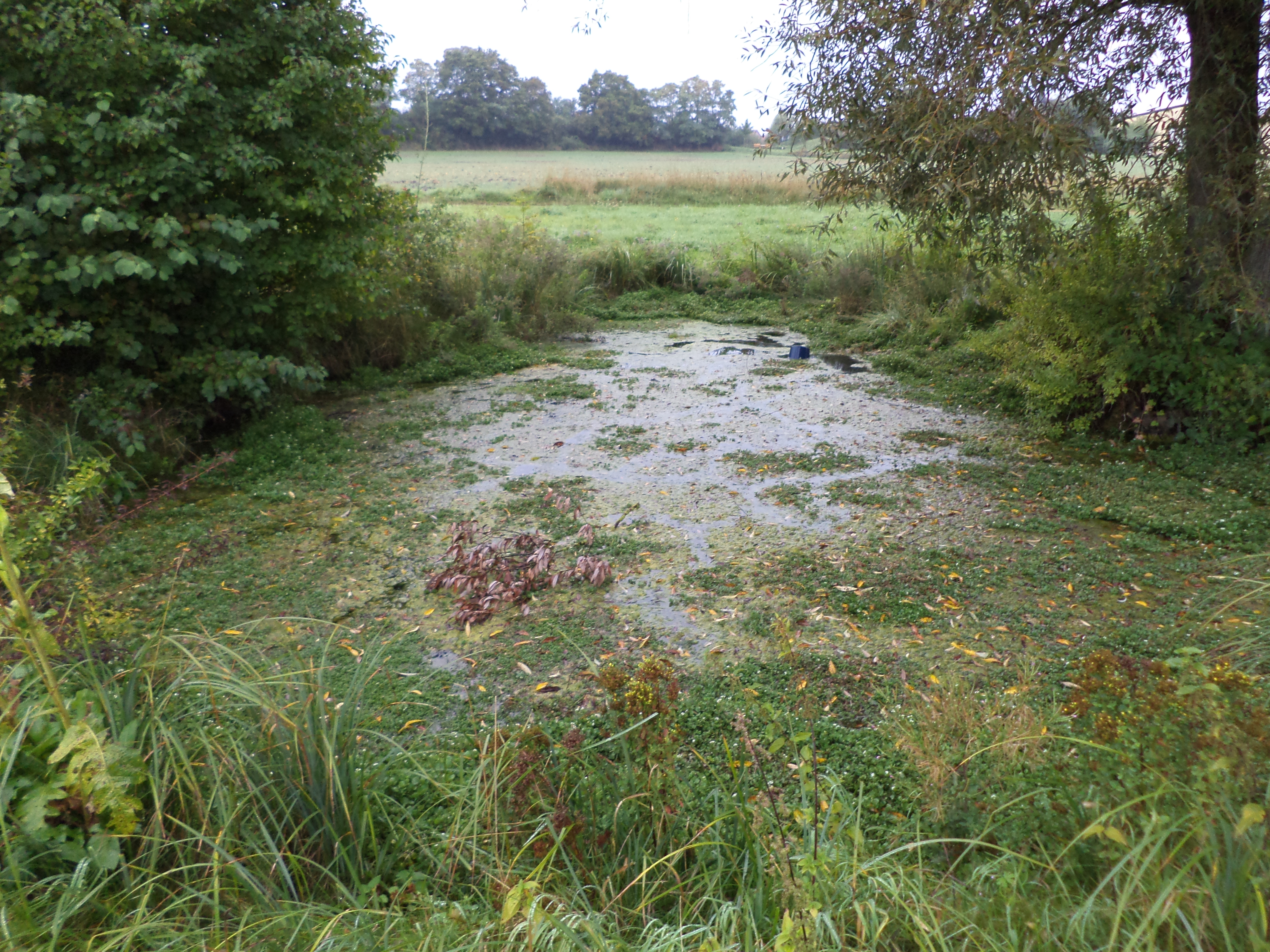
Schwarzachquelle

Die höchstgelegene Quelle der Schwarzach ist die des Sägbrunngrabens am Stollberg im Steigerwald. Als Handthaler Bach fließt er durch die Ortschaft Handthal nach Oberschwarzach. 
Als Schwarzachquelle wird jedoch eine Karstquelle am südöstlichen Ortsrand von Oberschwarzach bezeichnet (49° 51′ 32″ N, 10° 24′ 56″ O, ca. 275 m ü. NN). Der dort beginnende Wasserlauf vereinigt sich nach nur ca. 200 Metern mit dem längeren Handthaler Bach. Der mit Wasserpflanzen bewachsene Quelltrichter der Schwarzachquelle wird im Volksmund auch „Gespringsquelle“ oder „Gipsloch“ genannt. 
Die durchschnittliche Schüttung dieser Quelle beträgt 5 l/s. Das sulfatreiche Quellwasser entspringt dem Gipskeuper.

### Verlauf

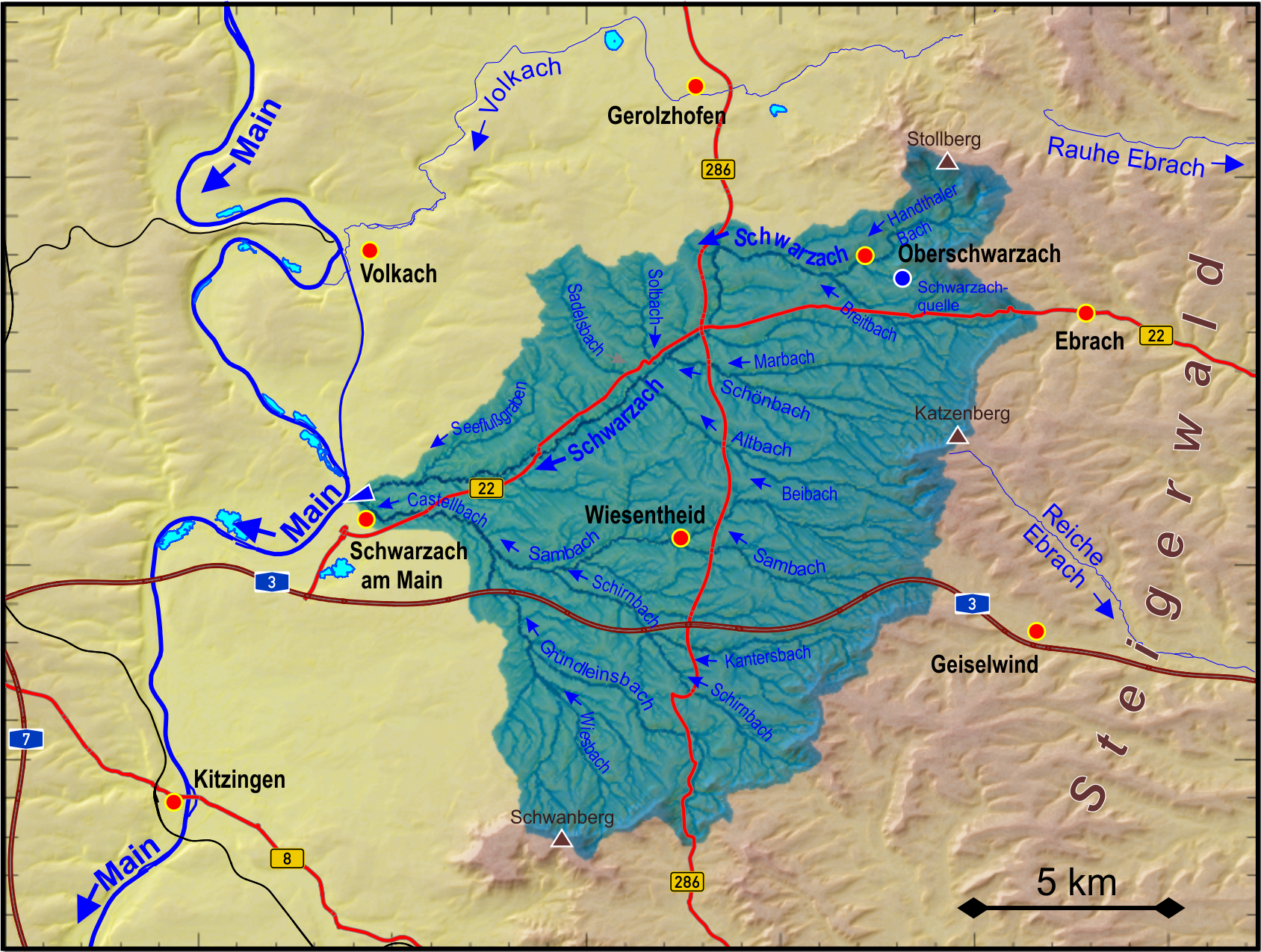
Einzugsgebiet der Schwarzach

Die am Ostrand von Oberschwarzach auf einer Höhe von 272 m ü. NHN mit dem Handthaler Bach vereinigte Schwarzach fließt nun durch den Ortschaft und dann hintereinander durch die Orte Bimbach, Brünnau, Neuses am Sand, Stadelschwarzach, Laub, Reupelsdorf und Düllstadt. Sie wird dabei ab Neuses am Sand bis zu Schwarzach a.Main von der Bundesstraße 22 begleitet.
Unmittelbar nördlich der Abtei Münsterschwarzach mündet der nach der Wasserführung nahezu ebenbürtige Castellbach von links in die Schwarzach ein. 
Rund 700 Meter später mündet die Schwarzach schließlich auf einer Höhe von 188 m ü. NHN bei Schwarzach in den Main. 
Ihr mit dem Handthaler Bach zusammen etwa 21,4 km langer Lauf endet ungefähr 267 Höhenmeter unterhalb der Quelle des Handthaler Bachs, er hat somit ein mittleres Sohlgefälle von 12 ‰.

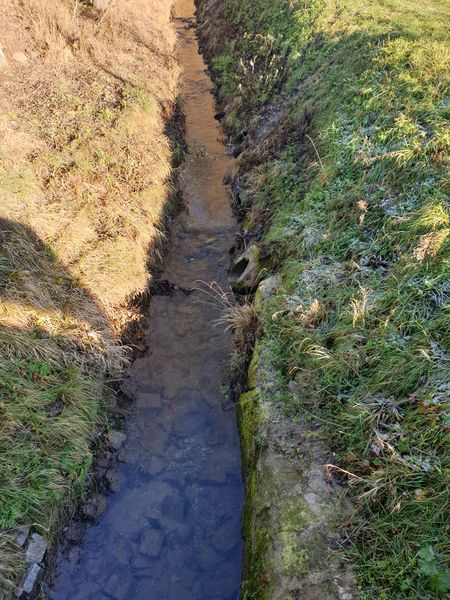
Handthaler Bach in Oberschwarzach, kurz vor dem Zusammenfluss mit der Schwarzach
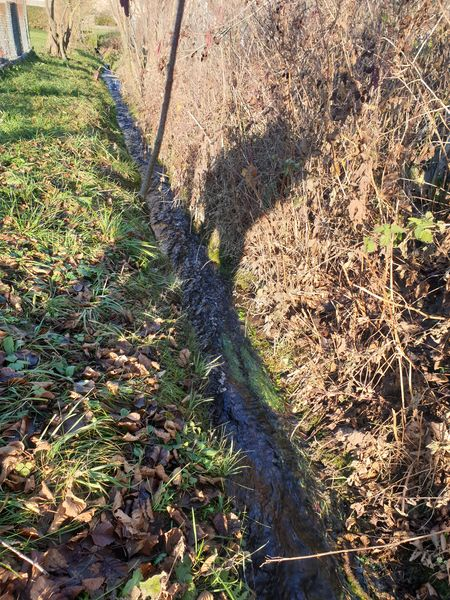
Schwarzach in der Nähe von Oberschwarzach, kurz vor dem Zusammenfluss mit dem Handthaler Bach
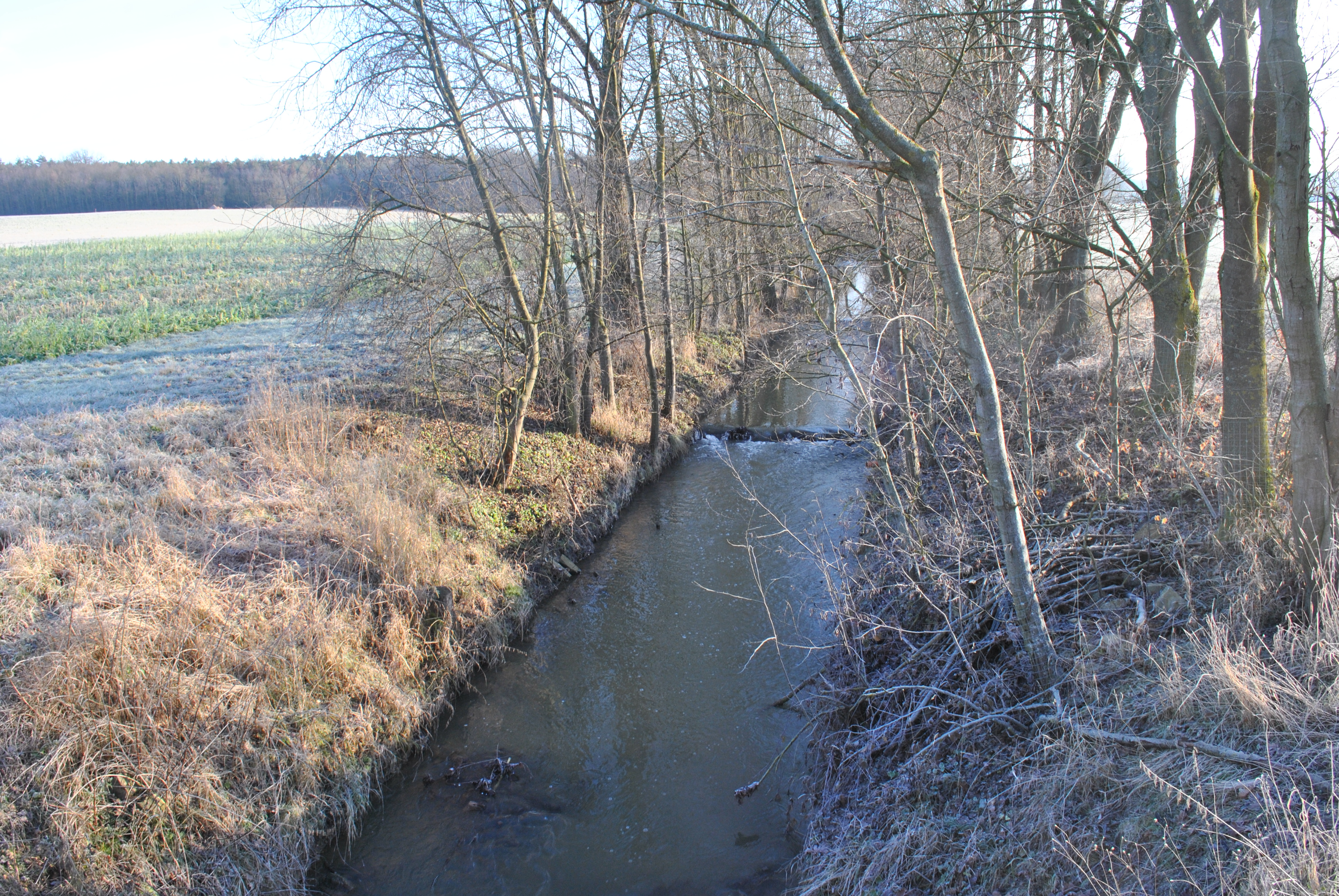
Schwarzach nördlich Düllstadt
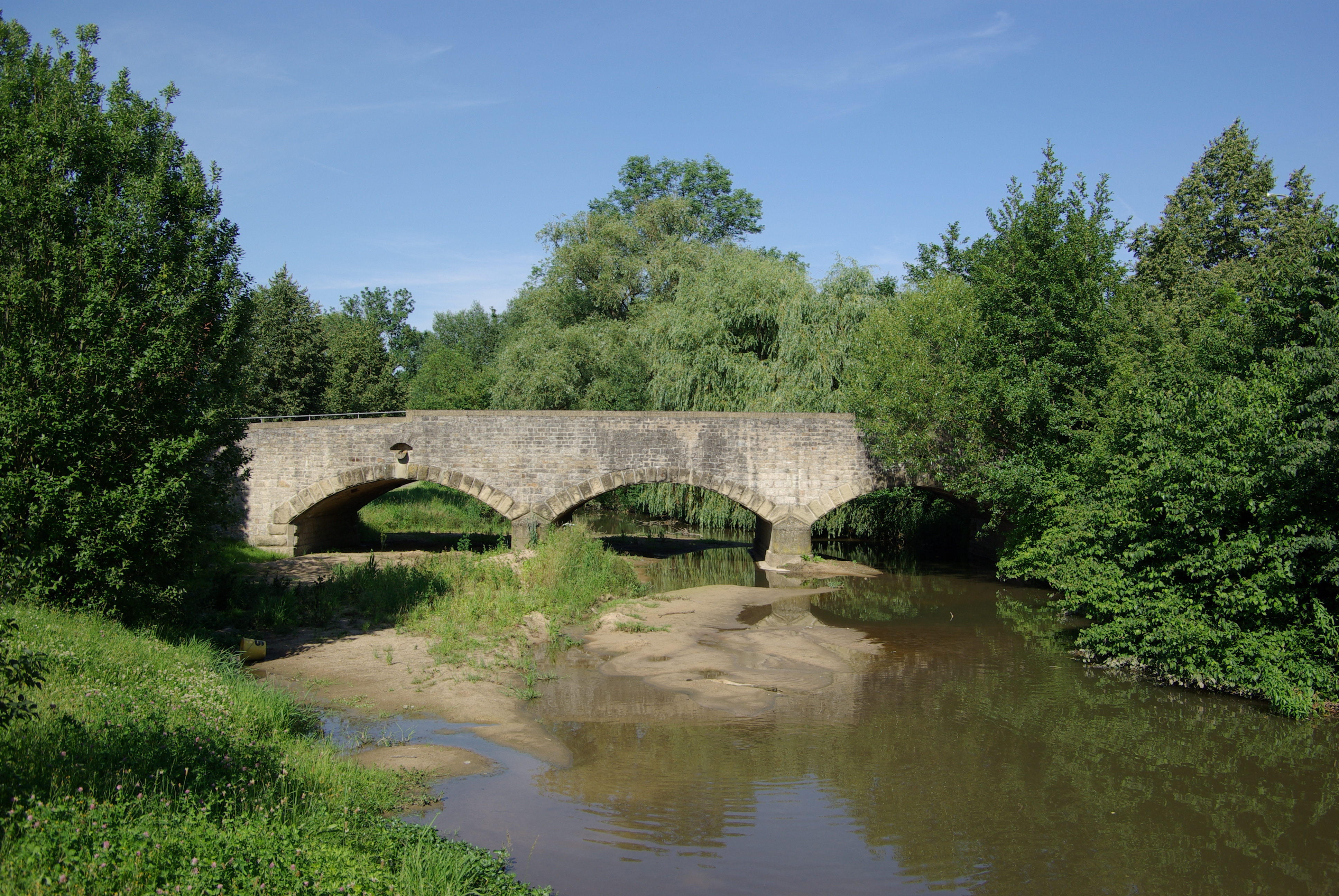
Brücke über die Schwarzach in Laub

### Zuflüsse
| Name             | GKZ     | Lage   | Länge (Hauptstrang) [in km] | EZG [in km²] | Mündung                                | Mündung           |
| Name             | GKZ     | Lage   | Länge (Hauptstrang) [in km] | EZG [in km²] | Ort                                    | Höhe in m. ü. NHN |
| ---------------- | ------- | ------ | --------------------------- | ------------ | -------------------------------------- | ----------------- |
| Handthaler Bach  | 2432-12 | rechts | 05,10                       | 006,72       | Oberschwarzach                         | 272               |
| Breitbach        | 2432-14 | links  | 05,74                       | 009,28       | zwischen Wiesenmühle und Greuthermühle | 259               |
| Brünnauer Graben |         | links  | 02,06                       | 00           | nach Brünnau                           | 236               |
| Neudorfer Graben |         | links  | 02,95                       | 0            | Neuses am Sand                         | 228               |
| Schönbach        | 2432-16 | links  | 07,55                       | 016,42       | Stadelschwarzach                       | 223               |
| Solbach          |         | rechts | 03,10                       | 0            | Stadelschwarzach                       | 222               |
| Altbach          | 2432-18 | links  | 07,60                       | 010,9        | Stadelschwarzach                       | 220               |
| Sadelsbach       |         | rechts | 03,95                       | 0            | Stadelschwarzach                       | 219               |
| Marbach          |         | rechts | 01,44                       | 0            | Laub                                   | 213               |
| Bernbach         |         | links  | 01,70                       | 0            | Reupelsdorf                            | 202               |
| Seeflußgraben    |         | rechts | 05,30                       | 0            | Schwarzach am Main                     | 196               |
| Castellbach      | 2432-20 | links  | 17,10                       | 081,96       | Münsterschwarzach                      | 191               |

Zuflüsse der Schwarzach
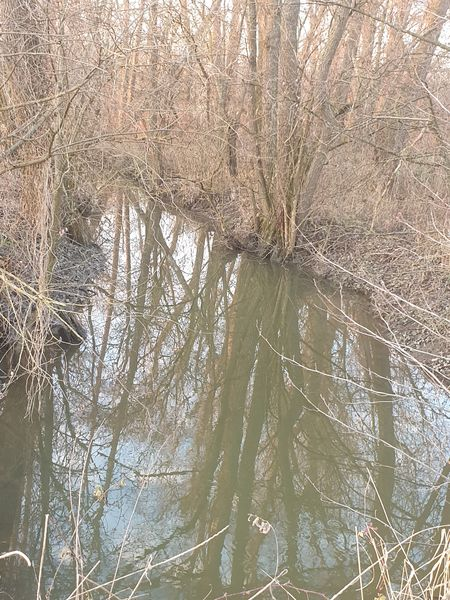
Der Schönbach
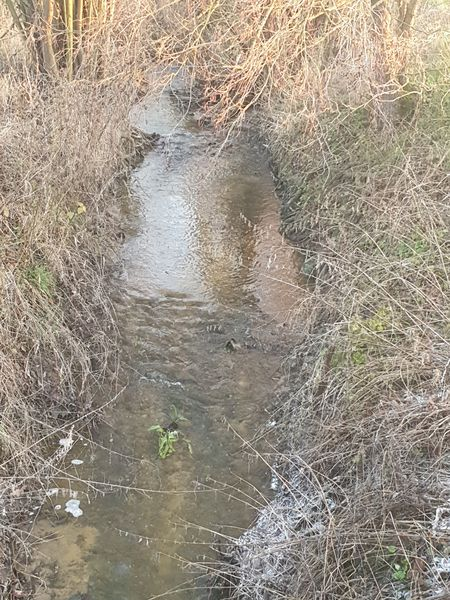
Der Altbach
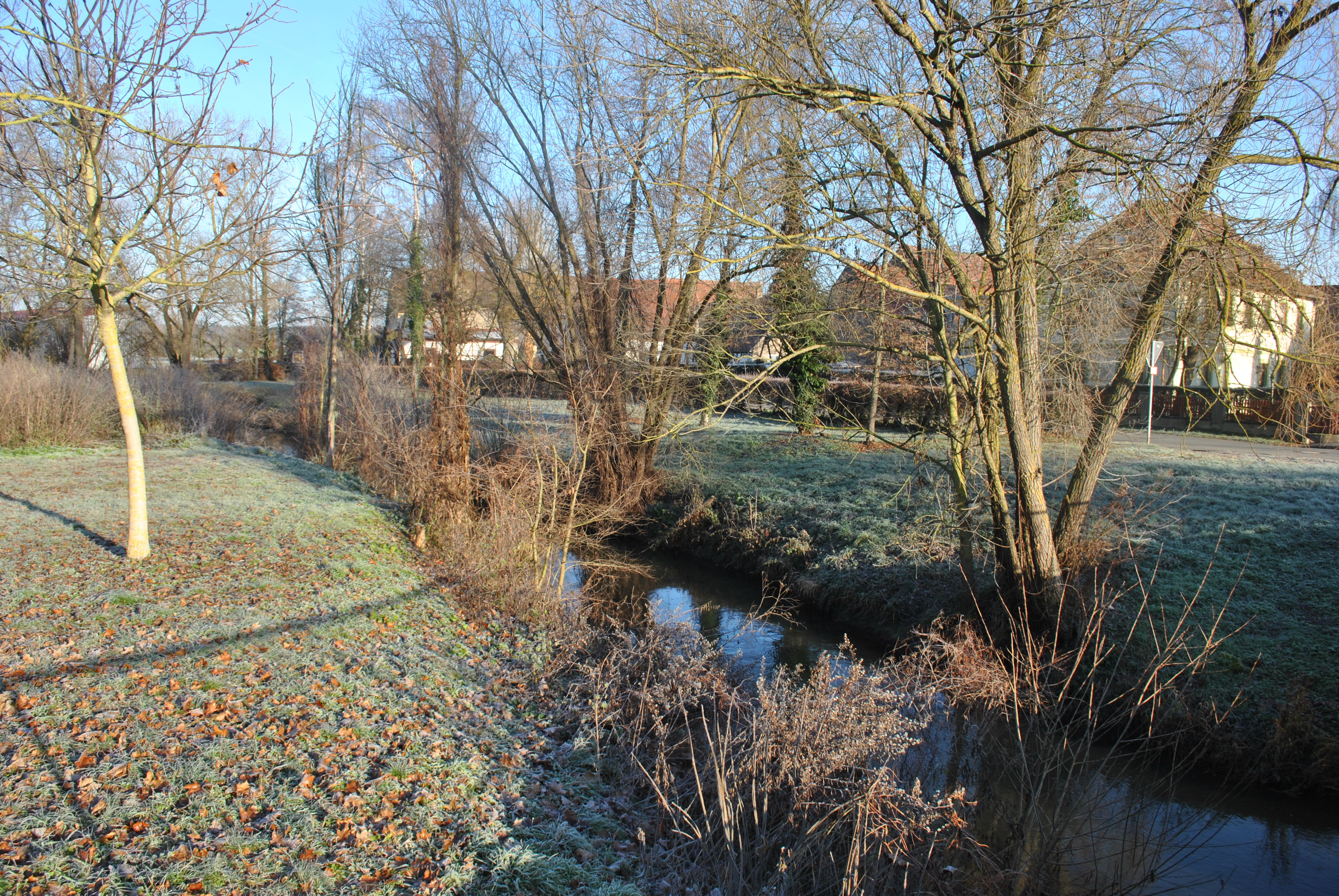
Der Castellbach

### Flusssystem Schwarzach
- Fließgewässer im Flusssystem Schwarzach

## Nutzung als Kanal und Wasserkraftwerk
Die Abtei Münsterschwarzach nutzt über einen im 12./13. Jahrhundert angelegten und im 20. Jahrhundert erneuerten Kanal die Wasserkraft der Schwarzach. Seit 1960 wird in einem abteieigenen Wasserkraftwerk Strom erzeugt. Der Rücklauf des Wassers in die Schwarzach erfolgt auf Höhe der Schweinfurter Straße hinter dem Café Haun.

## Mühlen
Mit über 50 Mühlen gehört das Einzugsgebiet der Schwarzach und ihrer Zuflüsse zu den Gebieten mit der historisch höchsten Dichte an Mühlenbauten in ganz Unterfranken. Die ersten Anlagen entstanden am Unterlauf bereits im Frühmittelalter. Heute wird keine der ursprünglichen Mühlen mehr aktiv betrieben, lediglich einige Sägewerke sind noch in Betrieb.